# Santa Bárbara (Chihuahua)
Santa Bárbara es una ciudad del estado de Chihuahua, en México, ubicada al sur de la entidad. Fue fundada el año de 1567, por lo que se le considera como la población más antigua del estado de Chihuahua. Actualmente ubicada en el extremo sur del territorio estatal, muy cercana  a los límites con Durango, es cabecera del municipio de Santa Bárbara.

## Turismo
Los turistas visitan cuevas, cadenas montañosas y otros atractivos naturales de la región. Las cuevas tienen pinturas antiguas en las paredes realizadas por los primeros indígenas que residieron aquí mucho antes de la llegada de los españoles.

## Hermanamientos
- San Elizario, Estados Unidos.[7]